# Патологическая анатомия пренатального периода
Пренатальная патология изучает все патологические процессы, возникающие в пренатальном периоде, а также различные нарушения созревания гамет.

## Прогенез и киматогенез
Пренатальный (антенатальный) период продолжается от момента образования зиготы до начала родовой деятельности. Обычно он соответствует продолжительности доношенной беременности и составляет 9 календарных месяцев, или 10 лунных месяцев, или 40 недель, или 280 дней.
Пренатальный период в биологии развития называют также периодом киматогенеза (от греч. kyema — зародыш), а репродуктивный возраст родителей, во время которого происходит созревание гамет, получил название периода прогенеза.

### Периодизация киматогенеза
В ходе киматогенеза выделяют четыре периода:
1. Период бластогенеза — от момента образования зиготы до 15-го дня внутриутробного развития включительно (дробление зиготы с последующей дифференцировкой трофобласта и эмбриобласта).
2. Период эмбриогенеза — 16—75 дни киматогенеза (выделение амниона и хориона, основной органогенез).
3. Период раннего фетогенеза — 76—180 дни антенатального периода (образование плаценты и дифференцировка тканей); незрелый плод в конце этого периода приобретает жизнеспособность.
4. Период позднего фетогенеза — 181—280 дни пренатального развития (продолжение дифференцировки тканей, инволюция плаценты).

### Гаметопатии и киматопатии
Развивающиеся в периодах прогенеза и киматогенеза патологические процессы называются гаметопатиями и киматопатиями соответственно.
Киматопатии подразделяют на четыре типа:
1. Бластопатии — киматопатии, возникающие в периоде бластогенеза.
2. Эмбриопатии — киматопатии, возникающие в периоде эмбриогенеза. Эмбриопатии чаще всего проявляются в виде пороков развития (аномалий) различных органов.
3. Ранние фетопатии — киматопатии, формирующиеся в периоде раннего фетогенеза.
4. Поздние фетопатии — киматопатии, развивающиеся в периоде позднего фетогенеза.

## Этиология гамето- и киматопатий
Патогенные факторы, приводящие к развитию гамето- и киматопатий, а также способствующие их возникновению, традиционно подразделяются на эндогенные (наследственные) и экзогенные.
К эндогенным факторам относятся мутации (генные, хромосомные и геномные).
Экзогенные факторы обусловливают как развитие повреждений без изменения структуры наследственного материала, так и способны вызывать мутации.
Выделяют четыре группы экзогенных повреждающих факторов:
1. Факторы физической природы (ионизирующее излучение, тяжи Симонара).
2. Факторы химической природы (этанол, некоторые фармакотерапевтические средства, производственные токсические вещества, гормоны, холекальциферол). Одной из распространённых форм киматопатий, обусловленных токсическими факторами, является алкогольная эмбриофетопатия. В 60-х гг. XX века рост числа эмбриопатий в развитых странах, особенно в Германии, был вызван применением во время беременности транквилизатора талидомида (талидомидная эмбриопатия). При этом наиболее часто развивалась амелия (отсутствие конечностей) или фокомелия («ластообразные конечности»).
3. Инфекционные агенты (вирусы, бактерии, грибы, простейшие).
4. Тяжёлые заболевания матери, прежде всего сахарный диабет и тиреотоксикоз, обусловливающие развитие диабетической и тиреотоксической эмбриофетопатий соответственно.

## Патогенез киматопатий

### Закономерности патогенеза киматопатий
В отечественной патологической анатомии принято выделять три закономерности патогенеза киматопатий (по Т. Е. Ивановской).
Первая закономерность — дизонтогенез (нарушение развития организма) представляет собой сочетание альтеративных изменений и реактивных процессов (воспаления, иммунного ответа, регенерации и т.п.). На ранних этапах внутриутробного развития реактивные процессы развиты слабо, что связано с незрелостью приспособительных механизмов, поэтому доминирующими являются альтеративные (дистрофические и некротические) изменения.
Вторая закономерность — на поздних стадиях пренатального онтогенеза пороки развития каких-либо органов сочетаются с тканевыми пороками в других органах, а также с различными типовыми изменениями (альтеративные процессы, нарушения кровообращения).
Третья закономерность — характер киматопатии зависит прежде всего от того, в какой период антенатального развития происходит воздействие патогенного фактора. Так, эмбриопатия практически всегда сопровождается формированием порока развития органа (органов), в то время как фетопатии характеризуются возникновением прежде всего тканевых пороков.

### Понятие о критических периодах киматогенеза
Критические периоды киматогенеза — периоды наибольшей чувствительности зародыша к действию повреждающих факторов.
Для млекопитающих и человека различают два критических периода: первый связан с процессом нидации (имплантации бластулы в эндометрий) и соответствует примерно 14-му дню гестации; второй ассоциирован с началом формирования плаценты (плацентации) и соответствует 3—6 нед. беременности.

### Тератогенные факторы
Тератогенными факторами (от греч. teratos — уродство) называют повреждающие воздействия, приводящие к возникновению пороков развития органов («уродств»).
Один порок может быть вызван различными тератогенными факторами, воздействующими в одни и те же сроки эмбриогенеза, и наоборот, один тератогенный фактор в различные периоды внутриутробного развития может приводить к формированию разных пороков. Например, воздействие ионизирующего излучения или хинина на 3 нед. пренатального развития приводит к однотипному нарушению формирования нервной трубки. Вирус краснухи в течение 1-го мес. беременности вызывает преимущественно пороки развития глаз, 2-го мес. — пороки головного мозга, 3-го мес. — аномалии лабиринта внутреннего уха.

### Тератогенный терминационный период
Тератогенный терминационный период (от лат. terminus — предел) — отрезок времени в ходе киматогенеза, в течение которого тератогенный фактор способен вызывать формирование порока развития органа.
Например, тератогенным терминационным периодом для хрусталика являются 30—36 дни беременности, для тканей нёба — 47—52 дни, для лёгких — 27—42 дни гестации и т.д.
Считается, что чем выше митотическая активность клеток органа, тем он более чувствителен к воздействию тератогенных факторов.
Схематическое обозначение тератогенных терминационных периодов в виде диаграмм называется тератологическим календарём.

## Гаметопатии
Гаметопатиями называются разнообразные патологические изменения половых клеток.
Наибольшее значение имеют дефекты генов гамет (генные мутации) и хромосом (хромосомные мутации, или хромосомные аберрации), приводящие к развитию наследственных заболеваний — генных и хромосомных болезней соответственно. Риск рождения ребёнка с генной или хромосомной болезнью увеличивается с возрастом родителей.
Помимо генных и хромосомных болезней встречаются заболевания вследствие геномных мутаций (синдром триплоидии). Триплоидия широко распространена у человека, но триплоидные организмы оказываются нежизнеспособными и беременность при этом, как правило, завершается спонтанным абортом. Новорождённые триплоидные дети обычно погибают в первые часы или дни жизни.
Среди генных, хромосомных и геномных болезней различают (1) полные и (2) мозаичные формы. Полные формы характеризуются наличием дефекта наследственного материала во всех клетках организма. При мозаичных формах только часть клеток содержит аберрантный наследственный материал.

### Генные болезни
Генные болезни подразделяют на четыре группы:
1. Аутосомно-рецессивные (родители при этом могут быть здоровыми, являясь гетерозиготными носителями дефектного аллеля).
2. Аутосомно-доминантные (родители также страдают этим заболеванием).
3. Рецессивные, сцепленные с Х-хромосомой (встречаются обычно у мальчиков). Мутантный ген ребёнок получает от матери, которая является носительницей дефектного гена и не болеет. Изредка заболевание возникает у девочек в том случае, если отец страдает данным заболеванием, а мать является носительницей мутантного гена.
4. Доминантные, сцепленные с Х-хромосомой.

Среди генных болезней особое место занимают генные пороки — пороки развития органов и тканей, в основе которых лежит наследуемый дефект гена.

### Хромосомные болезни
Хромосомные болезни подразделяются на две группы:
1. Изменения числа хромосом
2. Нарушение структуры хромосом.

Изменения числа хромосом лежат в основе следующих заболеваний:
1. Синдром трисомии 8
2. Синдром трисомии 9
3. Болезнь (синдром) Патау — трисомия 13
4. Болезнь (синдром) Эдвардса — трисомия 18
5. Болезнь (синдром) Лэ́нгдона Да́уна — трисомия 21
6. Синдром трисомии 22
7. Болезнь (синдром) Клайнфелтера — увеличение числа половых хромосом
8. Болезнь (синдром) Шерешевского—Тёрнера — моносомия по половым хромосомам.

#### Болезнь Лэнгдона Дауна
Наиболее распространённой из хромосомных болезней является болезнь (Лэнгдона) Дауна (один больной из примерно каждых 1000 новорождённых), основным клиническим проявлением которой служит олигофрения, развивающаяся на фоне дисплазии ткани головного мозга (особенно лобной коры). Характерен внешний вид больных: плоский профиль лица, монголоидные глаза в сочетании с гипертелоризмом, западающая спинка носа, гипоплазия и низкое расположение ушных раковин. Типичным признаком болезни Дауна является поперечная складка ладони. Часто у таких больных формируются пороки сердца и органов желудочно-кишечного тракта.

#### Синдром Патау
Синдром Патау встречается редко (1 случай из 7000—8000 новорождённых). Характерен дефицит массы при рождении и типичные изменения черепа и лица: скошенный лоб, монголоидные глаза в сочетании с гипотелоризмом, западающее переносье, широкое основание носа и хейлогнатопалатосхиз. Нижняя микрогнатия («птичье лицо») встречается в трети случаев.

#### Синдром Эдвардса
Синдром Эдвардса встречается также редко, как и синдром Пэ́тау. При этом также характерен дефицит массы тела при рождении и типичные аномалии черепа и лица: долихоцефалическая форма черепа со ступенеобразным западением лобных костей в области большого родничка, узкие и короткие глазные щели, слегка выступающее переносье, низко расположенные и деформированные ушные раковины. Нижняя микрогнатия («птичье лицо») при синдроме Эдвардса отмечается почти во всех случаях.
До 90—95% детей с синдромами Патау и Эдвардса, родившихся живыми, умирают в течение первого года жизни. Все больные старше 3 лет, в отличие от болезни Дауна, страдают олигофренией в форме идиотии.

## Бластопатии
Бластопатии — киматопатии, возникающие в периоде бластогенеза (1—15 дни антенатального развития).

### Классификация
Различают следующие наиболее распространённые варианты бластопатий:
1. Патология имплантации бластулы (эктопическая беременность, поверхностная или глубокая имплантация бластулы в эндометрий). Поверхностная имплантация чаще приводит к нарушению расположения плаценты, глубокая ведёт к её приращению.
2. Образование пустого зародышевого мешка вследствие аплазии или гибели эмбриобласта.
3. Аплазия/гипоплазия трофобласта.
4. Панэмбриональные аномалии (несовместимы с жизнью).
5. Пороки развития отдельных органов, множественные или одиночные (в половине случаев они сочетаются с пороками развития провизорных органов).
6. Двойниковые уродства (сросшиеся двойни).

### Сросшиеся двойни
Классифицируют сросшиеся двойни по симметричности развития компонентов и по локализации сращения:
I. Симметричность развития компонентов
1. Диплопагус — сросшаяся двойня, состоящая из симметрично развитых компонентов.
2. Гетеропагус — сросшаяся двойня, состоящая из асимметрично развитых компонентов (при этом недоразвитый близнец называется «паразитом»).

II. Локализация сращения
1. Краниопагус — сращение в области головы.
2. Торакопагус — сращение в области груди.
3. Ишиопагус — сращение в области таза.

## Эмбриопатии
Эмбриопатии — киматопатии, возникающие в периоде эмбриогенеза (16—75 дни внутриутробной жизни). Результатом эмбриопатии, как правило, является врождённый порок развития каких-либо органов.
Врождённый порок развития (врождённая аномалия) органа — стойкое изменение структуры органа, возникающее антенатально и не укладывающееся в рамки вариаций нормы.
Помимо пороков развития органов различают пороки развития тканей (гамартии и хористии). Тканевые пороки могут быть системными или местными.

### Классификация пороков развития органов
Классифицируют пороки развития органов по следующим пяти основным принципам:
I. Этиологическая классификация
1. Генотипические пороки — пороки, возникающие в результате наследуемых дефектов генов, аномалий хромосом или генома в целом.
2. Пороки, возникающие под влиянием тератогенных факторов физической природы (ионизирующее излучение, тяжи Симонара).
3. Пороки, возникающие под влиянием тератогенных факторов химической природы (алкогольная и талидомидная эмбриопатии).
4. Пороки, возникающие под влиянием инфекционных тератогенных факторов (рубеолярная и цитомегаловирусная эмбриопатии).
5. Пороки, возникающие на фоне тяжёлых заболеваний матери (диабетическая и тиреотоксическая эмбриопатии).

II. Топографо-анатомическая классификация: известны врождённые пороки развития всех органов. Наиболее часто встречаются аномалии сердечно-сосудистой и центральной нервной систем, т.к. для этих органов характерен длительный тератогенный терминационный период.
III. Количество пороков
1. Изолированный порок — порок одного органа.
2. Системные пороки — пороки органов одной системы.
3. Множественные пороки — пороки органов различных систем.

IV. Механизм развития
1. Первичный порок — порок, формирующийся под влиянием тератогенного фактора.
2. Вторичный порок — порок, развивающийся в результате первичного порока [данная категория может быть включена в этиологическую классификацию пороков]. Так, выраженная нижняя микрогнатия (первичный порок) приводит к развитию микростомии, микроглоссии и глоссоптоза (вторичные пороки).
3. Аномалад (термин ввёл в 1975 г. американский педиатр David W. Smith) — комплекс одного первичного и нескольких вторичных пороков (например, аномалад первой и второй жаберных дуг, аномалад Робена).

V. Характер морфологических изменений
1. Агенезия/аплазия — врождённое отсутствие органа (при наличии элементов зачатка, образующих чаще сосуды ворот, используют термин аплазия, при их отсутствии порок обозначают термином агенезия).
2. Изменение размера органов: (1) врождённая гипоплазия (недоразвитие органа) и (2) врождённая гипертрофия (увеличение органа). Название некоторых пороков из группы врождённых гипертрофий начинается с терминоэлемента pachy-, например, пахигирия — утолщение извилин головного мозга.
3. Увеличение числа органов, чаще всего удвоение (например, двойная дуга аорты). Название порока часто начинается с терминоэлемента poly- (полидактилия — увеличение числа пальцев).
4. Пороки расположения: (1) гетеротопия, (2) эктопия и (3) экстрофия. Гетеротопией называют включение ткани одного органа в другой, например, наличие островков панкреатической ткани в стенке кишки, чаще двенадцатиперстной. Под эктопией понимают необычное расположение органа (например, тазовая почка), а термином экстрофия обозначают выворот полого органа.
5. Пороки развития каналов и естественных отверстий. К ним относятся (1) атрезия (отсутствие канала или естественного отверстия), их (2) врождённый стеноз (сужение) и (3) врождённая эктазия (расширение [например, врождённая киста холедоха]).
6. Неразделение («слияние») органов. Название порока часто начинается с терминоэлемента syn- (sym-), например, синдактилия («сросшиеся пальцы»); симподия, или «аномалия русалки» (неразделение нижних конечностей).
7. Врождённая дисхрония — нарушение темпов созревания органов и тканей. Различают два вида дисхронии — (1) замедление и (2) ускорение темпов развития органов. Типичным примером ускорения темпов развития является прогерия — преждевременное старение. Ускорение темпов развития может происходить и в постнатальном периоде, например, при таком заболевании как болезнь Пе́джета костей. Замедление процессов дифференцировки лежит в основе персистирования (персистенции) эмбриональных структур. Например, персистирование овального окна или артериального протока у ребёнка старше 3 мес., персистенция метанефральной бластемы. Персистирование эмбриональных щелей часто обозначается термином дизрафия (арафия), например, дизрафия позвоночника. К персистенции эмбриональных щелей относятся также нередко встречающиеся хейлосхиз («заячья губа»), палатосхиз («волчья пасть») и их сочетание хейлогнатопалатосхиз.

### Пороки развития (аномалии) органов сердечно-сосудистой системы
Врождённые пороки сердца многообразны. Изредка встречаются акардия (отсутствие сердца), декстрокардия (расположение сердца справа), эктопия (расположение сердца в области шеи, в эпигастрии, в забрюшинном пространстве или экстрастернально под кожей грудной клетки), аномалии размеров (макро- и микрокардия), а также врождённая предсердно-желудочковая блокада.
Наиболее часто встречаются следующие три группы аномалий сердца и сосудов: (1) нарушения деления полостей сердца, (2) нарушения деления артериального ствола и (3) комбинированные врождённые пороки.

#### Нарушения деления полостей сердца
1. Дефект межжелудочковой перегородки (чаще верхней, мембранозной части) — «белый тип» порока (ток крови слева направо). При значительном дефекте развивается гипертрофия миокарда правого желудочка. Небольшой (диаметром до 1 см) дефект в мышечной части перегородки называется болезнью Толочи́нова—Роже́ и не требует хирургической коррекции.
2. Дефект межпредсердной перегородки — отверстие в межпредсердной перегородке («белый тип» порока). Различают (1) дефект первичной перегородки, расположенный непосредственно над атриовентрикулярными клапанами, и (2) дефект вторичной перегородки (открытое овальное окно). Характерна гипертрофия миокарда правого желудочка.
3. Трёхкамерное сердце — полное отсутствие межжелудочковой или межпредсердной перегородок. «Белый тип» порока в стадию компенсации (полного перемешивания артериальной и венозной крови не происходит), «синий» — при декомпенсации процесса.
4. Двухкамерное сердце — отсутствие межпредсердной и межжелудочковой перегородок. Дети нежизнеспособны.

#### Нарушения деления артериального ствола
1. Общий артериальный ствол — полное отсутствие деления артериального ствола («синий тип» порока). Дети нежизнеспособны.
2. Полная транспозиция лёгочной артерии и аорты — порок, при котором лёгочная артерия отходит от левого, а аорта от правого желудочка («синий тип» порока). Дети нежизнеспособны.
3. Стеноз/атрезия лёгочной артерии — «синий тип» порока.
4. Стеноз/атрезия устья аорты — «синий тип» порока. Дети нежизнеспособны.
5. Коарктация (сужение перешейка) аорты сопровождается артериальной гипертензией верхней части тела, выраженной гипертрофией миокарда левого желудочка и гипотензией нижней половины тела.
6. Персистенция артериального (боталлова) протока у детей старше 3 месяцев («белый тип» порока).

#### Комбинированные врождённые пороки сердца
1. Триада Фалло — (1) дефект межжелудочковой перегородки, (2) стеноз лёгочной артерии и (3) гипертрофия миокарда правого желудочка («синий тип» порока).
2. Тетрада Фалло — триада Фалло и декстрапозиция аорты (смещение устья аорты вправо). «Синий тип» порока.
3. Пентада Фалло — тетрада Фалло и дефект межпредсердной перегородки. «Синий тип» порока.
4. Болезнь Лютембаше — (1) дефект межпредсердной перегородки и (2) митральный стеноз.
5. Болезнь (комплекс) Эйзенменгера — (1) высокий дефект мембранозной части межжелудочковой перегородки, (2) декстрапозиция аорты и (3) гипертрофия миокарда правого желудочка.
6. Синдром Блэнда—Уайта—Гарленда — отхождение левой коронарной артерии от лёгочного ствола и ранняя коронарная недостаточность. Дети погибают в первые месяцы жизни.
7. Болезнь Айерсы — первичная лёгочная гипертензия вследствие гипертрофии медии сосудов малого круга.

### Пороки развития (аномалии) органов центральной нервной системы
К основным порокам ЦНС относятся следующие аномалии:
1. Анэнцефалия — агенезия головного мозга (обычно кроме продолговатого). Сочетается с акранией — отсутствием костей свода черепа и покрывающих их мягких тканей.
2. Микроцефалия — гипоплазия головного мозга.
3. Микрогирия — уменьшение величины извилин мозга.
4. Порэнцефалия — врождённый поликистоз головного мозга. Кисты связаны с желудочками и выстланы эпендимой.
5. Врождённая гидроцефалия — избыточное накопление ликвора в желудочках (внутренняя гидроцефалия) или в субарахноидальном пространстве (наружная гидроцефалия).
6. Циклопия — наличие одной глазницы, в которой расположены два глаза или одно глазное яблоко.
7. Грыжи головного и спинного мозга — выпячивания вещества мозга и/или его оболочек через дефекты костей. Среди дефектов костей особое значение имеет spina bifida (рахисхиз) — расщепление дорсального отдела позвоночника.
- Менингоцеле — грыжевой мешок содержит только оболочки.
- Менингоэнцефалоцеле — в грыжевом мешке содержатся оболочки и вещество головного мозга.
- Энцефалоцистоцеле — содержимым грыжевого мешка является фрагмент головного мозга с мозговым желудочком.
- Менингомиелоцеле — в грыжевом мешке содержится вещество спинного мозга с оболочками.
- Миелоцеле — содержимым грыжевого мешка является вещество спинного мозга.

## Фетопатии
Фетопатии — киматопатии, развивающиеся в период фетогенеза (76—280 дни пренатального развития). Различают ранние и поздние, инфекционные и неинфекционные фетопатии.
Ранние фетопатии — фетопатии, формирующиеся в раннем периоде фетогенеза (76—180 дни внутриутробной жизни). Поздние фетопатии развиваются в поздний фетальный период (181—280 дни антенатального онтогенеза).

### Морфологические особенности фетопатий
Характерными морфологическими признаками фетопатий являются следующие:
1. Ранние фетопатии, подобно эмбриопатиям, нередко сопровождаются формированием пороков развития органов, поздние фетопатии проявляются пороками развития тканей.
2. Для фетопатий типично сочетание нарушений дифференцировки тканей и реактивных изменений (воспаление, иммунный ответ, регенерация). Реактивные изменения при поздних фетопатиях более выражены.
3. Часто встречаются выраженные геморрагические проявления (геморрагический синдром).
4. В ходе регенерации повреждённых тканей развивается пролиферация мезенхимы (мезенхимоз).
5. Очаги экстрамедуллярного миелопоэза дольше, чем обычно, сохраняются в постнатальном периоде.

Среди неинфекционных фетопатий основное значение имеют диабетическая, тиреотоксическая и алкогольная фетопатии, гемолитическая болезнь плода, фиброэластоз эндокарда, а также фетальный муковисцидоз.

### Диабетическая фетопатия
Диабетическая фетопатия — заболевание плода, развивающееся на фоне сахарного диабета матери. В некоторых случаях диабетическая фетопатия может формироваться при наличии у матери нарушенной толерантности к глюкозе (преддиабетического состояния). После рождения диабетическая фетопатия или регрессирует, или трансформируется в неонатальный сахарный диабет (сахарный диабет новорождённых).
При диабетической фетопатии характерен внешний вид новорождённых: общая гипертрофия (масса тела 4—6 кг), красновато-синюшные кожные покровы с петехиальной сыпью и обильной сыровидной смазкой, кожа и мягкие ткани отёчны, вследствие чего лицо становится «одутловатым». В поджелудочной железе происходит гипертрофия островков Лангерганса за счёт гиперплазии инсулиноцитов, в печени формируется стеатоз, в эпителии почечных канальцев выявляются гранулы гликогена, стенки сосудов микроциркуляторного русла изменены по типу диабетической микроангиопатии.
Типичными осложнениями диабетической фетопатии являются неонатальная гипоксия и респираторный дистресс-синдром новорождённого. Причиной смерти, помимо гипоксии и пневмопатии, может быть тяжёлая гипогликемия, развивающаяся на фоне родового стресса.

### Алкогольная эмбриофетопатия
Алкогольная эмбриофетопатия характеризуется общей гипоплазией (дефицитом массы тела), умеренной недоношенностью, наличием микроцефалии, блефароптоза, эпиканта и микрогнатии.

### Фиброэластоз эндокарда
Фиброэластоз эндокарда — врождённое заболевание, при котором в эндокарде и в субэндокардиальном слое миокарда разрастается фиброзная ткань с обилием эластических волокон. Причина заболевания не ясна. В ряде случаев отмечается семейный характер процесса. Предполагается роль дефицита белка, витаминов, внутриутробной гипоксии, а также влияние вируса эпидемического паротита и цитомегаловируса.
Сердце увеличивается в 2—4 раза за счёт гипертрофии миокарда левого желудочка. Эндокард его резко утолщен. В половине случаев происходит деформация митрального и аортального клапанов. Ведущей причиной смерти является левожелудочковая недостаточность.

### Фетальный муковисцидоз
Муковисцидоз (кистозный фиброз) плода — внутриутробная форма муковисцидоза (патологического процесса, характеризующегося загустеванием слизистых секретов экзокринных желёз).
Наиболее часто в процесс вовлекаются лёгкие и кишечник (лёгочная, кишечная и кишечно-лёгочная формы заболевания), реже поджелудочная железа, билиарный тракт, слюнные, слёзные и потовые железы.
Причиной муковисцидоза является наследственный дефект гена. Тип наследования — аутосомно-рецессивный. Предполагается, что по крайней мере часть случаев муковисцидоза имеет приобретённый характер и развивается вследствие дефицита ряда микроэлементов, прежде всего селена [см. Авцын А. П., Жаворонков А. А., Риш М. А., Строчкова Л. С. Микроэлементозы человека.— М., 1991.— С. 214—215].

#### Ретенционные кисты
Основным морфологическим проявлением муковисцидоза является образование множественных ретенционных кист экзокринных желёз. Ретенционной кистой называется резко расширенный выводной проток железы за счёт накопления в нём секрета (лат. retentio — задержка). При муковисцидозе ретенция секрета обусловлена его загустеванием, в результате чего он блокирует дистальный отдел выводного протока. Увеличивающиеся кисты сдавливают паренхиму органа (лёгкого, поджелудочной железы), вызывая с течением времени её атрофию и, следовательно, функциональную недостаточность органа. Вокруг кист при этом разрастается фиброзная ткань, поэтому муковисцидоз также называют кистозным фиброзом.

#### Изменения лёгких, кишечника и печени
Наиболее тяжелые изменения возникают в лёгких, кишечнике и печени.
В лёгких густая слизь обтурирует бронхи, вызывая ателектазы, а также способствует развитию инфекционных осложнений (пневмония).
В кишечнике густой меконий приводит к мекониальной тонкокишечной непроходимости (мекониальный илеус). Толстая кишка, как правило, пустая («микроколон»). Густой меконий, длительно сдавливая стенку кишки, может приводить к нарушению кровообращения в ней и к перфорации с последующим формированием мекониального перитонита.
В печени загустевание желчи сопровождается холестазом, завершающимся развитием билиарного цирроза.